# バーナベ・ビラカンポ
バーナベ・ビラカンポ（Bernabe Villacampo、1943年6月11日 - ）は、フィリピンの元プロボクサー。セブ州トレド市出身。元WBA世界フライ級王者。

## 来歴
1965年4月24日、のちの日本フライ級王者スピーディ早瀬と対戦し、6回KO勝ち。
1968年5月15日、OBF東洋フライ級王者中村剛に挑戦し、12回判定負けで王座獲得ならず。
1968年11月10日、世界王座初挑戦。チャチャイ・チオノイが保持するEBU・BBBofC認定世界フライ級王座と、空位のWBC世界フライ級王座を掛けて戦い、15回判定負けで世界王座獲得ならず。
1969年5月6日、ベルクレック・チャルバンチャイと対戦し、10回判定負け。
1969年10月19日、WBA世界フライ級王者海老原博幸に挑戦し、15回判定勝ちで世界王座を獲得した。
1969年12月14日、ノンタイトルマッチで大場政夫と対戦し、10回判定負け。
1970年4月6日、ベルクレック・チャルバンチャイと再戦し、15回判定負けで王座から陥落した。
1971年9月8日の試合を最後に4年ほどのブランクを作り、1975年12月に復帰するも、1979年11月24日の試合を最後に引退した。